# Wet za wet (album)
Wet za wet – album zespołu Abaddon wydany w 1986 roku nakładem francuskiej wytwórni New Wave Records. Polska reedycja na CD z 2001 (Pop Noise) zawiera dodatkowo cztery bonusy.

## Lista utworów
1. „Wet za wet” – 2:13
2. „Boimy się siebie” – 2:08
3. „Apartheid” – 2:41
4. „Lublana Night” – 6:15
5. „Kto?” – 2:21
6. „Koniec świata” – 2:19
7. „System” – 2:27
8. „III wojna” – 3:55
9. „Rewolucja” – 2:35
10. „Kukły” – 2:10 (bonus)
11. „Walcz o siebie” – 1:20 (bonus)
12. „Abaddon” – 2:25 (bonus)
13. „Żołnierz tego świata” – 3:20 (bonus)

- Utwory 1-9 nagrano w BORUT CINE studio Lublana (Jugosławia) w maju 1985.
- Utwór 10 nagrano w studio Pomorskiej Rozgłośni Polskiego Radia w Bydgoszczy.
- Utwory 11-13 pochodzą z koncertów z lat 1984-86.

## Twórcy
- Tomasz Dorn - perkusja
- Tomasz Frost - gitara basowa
- Waldemar Jędyczowski - śpiew
- Bernard Szarafiński - gitara